# Pasturo
Pasturo – miejscowość i gmina we Włoszech, w regionie Lombardia, w prowincji Lecco.
Według danych na rok 2004 gminę zamieszkiwały 1754 osoby, 79,7 os./km².